# Sindibádova dobrodružství
Sindibádova dobrodružství (v anglickém originále The Adventures of Sinbad) je kanadský dobrodružný televizní seriál, jehož autorem je Ed Naha. Jedná se o volnou adaptaci příběhů o námořníku Sindibádovi ze sbírky pohádek Tisíc a jedna noc. Vysílán byl v letech 1996–1998 na stanici Global Television Network. Celkem vzniklo 44 dílů rozdělených do dvou řad. V Česku byl seriál vysílán od 2. února 1998 do 31. července 1999 na TV Nova.

## Příběh
Po dvou letech se Sindibád vrací do svého rodného Bagdádu, který je nyní dost odlišným městem pod vládou velkého vezíra. Setká se znovu s bratrem Doubarem a spolu s ním a svou posádkou se na lodi Nomád vydá pátrat po svém učiteli. Cestou zažívají různá dobrodružství a musí čelit čarodějkám, kouzelníkům a magickým tvorům.

## Obsazení
- Zen Gesner jako Sindibád (v originále Sinbad)
- George Buza jako Doubar
- Tim Progosh jako Firouz
- Oris Erhuero jako Rongar
- Dermott jako Dermott
- Jacqueline Collen jako Maeve (1. řada)
- Mariah Shirley jako Bryn (2. řada)